# Aderlânia Noronha
Maria Aderlânia Soaroes Barreto Noronha, in der Politik bekannt als Aderlânia Noronha, (* 6. April 1978 in Parambu) ist eine brasilianische Geschäftsfrau und Politikerin im Bundesstaat Ceará. Seit 2014 ist sie Abgeordnete in der Legislativversammlung von Ceará.
Aderlânia Noronha ist mit dem Bundesabgeordneten für Ceará Genecias Noronha verheiratet, der zu der Zeit Stadtpräfekt von Parambu war. Sie war zunächst 1999 in den Partido do Movimento Democrático Brasileiro (PMDB) eingetreten und wechselte 2013 zur Partei Solidariedade.
Bei den Wahlen in Brasilien 2014 trat sie für den Solidariedade an und wurde mit der zweithöchsten Stimmenzahl von 97.172 der gültigen Stimmen zur Abgeordneten für die 27. Legislaturperiode gewählt. Sie wurde mit 66.053 der gültigen Stimmen bei der Wahl 2018 für die 28. Legislaturperiode wiedergewählt.
Als Parlamentarierin vertritt sie etwa 9,1 Millionen Einwohner. Sie ist stellvertretende Vorsitzende der Parlamentskommission für Kinder und Jugendliche und Mitglied der Bildungskommission.